# Nicușor Bancu
Nicușor Silviu Bancu (Slatina, 1992. szeptember 18. –) román válogatott labdarúgó, az Universitatea Craiova játékosa.

## Pályafutása
2014. július 16-án debütált az Universitatea Craiova színeiben, a Rapid București ellen 1–0-ra elveszített Ligakupa mérkőzésen. Első Liga I-es mérkőzését kilenc nappal később játszotta a Pandurii Târgu Jiu ellen, amely 1–1-es döntetlennel ért véget. Első gólját az Alb-albaștrii színeiben 2014. szeptember 9-én szerezte, az Universitatea Cluj elleni 2–0-s győzelem alkalmával. 2014. október 29-én sérülést szenvedett a Viitorul Constanța elleni román kupameccsen. Sípcsonttörést szenvedett, és körülbelül fél évig nem léphetett pályára.
2019-ben megjelent sajtóhírek szerint a Lazio szerette volna megszerezni, de az üzlet később meghiúsult. Korábban, 2016-ban az Universitatea Craiova elutasította a PSV Eindhoven ajánlatát Bancuért.

## A válogatottban
2017. október 8-án debütált a válogatottban a Dánia elleni vb-selejtező mérkőzésen. Első válogatottbeli gólját Liechtenstein elleni vb-selejtezőn szerezte, 2021. november 14-én.

### Góljai a román válogatottban
| #  | Dátum              | Ellenfél      | Eredmény | Kiírás          | Esemény |
| -- | ------------------ | ------------- | -------- | --------------- | ------- |
| 1. | 2021. november 14. | Liechtenstein | 2 – 0    | Vb-selejtező    | 87'     |
| 2. | 2022. június 11.   | Finnország    | 1 – 0    | Nemzetek Ligája | 30'     |

## Sikerei, díjai
Universitatea Craiova
- Román kupagyőztes: 2017–18, 2020–21
- Román szuperkupa-győztes: 2021

Egyéni
- Liga I A szezon csapata: 2020–21,[9] 2021–22[10]

## Fordítás
- Ez a szócikk részben vagy egészben  a   Nicușor Bancu című angol Wikipédia-szócikk fordításán alapul.  Az eredeti cikk szerkesztőit annak laptörténete sorolja fel. Ez a jelzés csupán a megfogalmazás eredetét és a szerzői jogokat jelzi, nem szolgál a cikkben szereplő információk forrásmegjelöléseként.